# Lipocarpha crassicuspis
Lipocarpha crassicuspis är en halvgräsart som först beskrevs av Jean Raynal, och fick sitt nu gällande namn av Paul Goetghebeur. Lipocarpha crassicuspis ingår i släktet Lipocarpha och familjen halvgräs.
Artens utbredningsområde är Senegal. Inga underarter finns listade i Catalogue of Life.